# Grappling

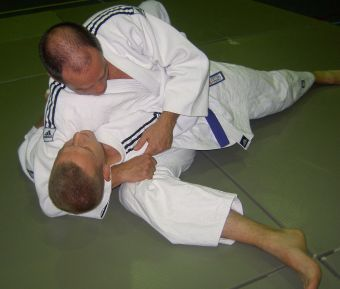
Um exemplo de luta corpo a corpo.

Luta corpo a corpo ou luta agarrada (em inglês:  grappling) é  uma técnica de luta baseada em arremessos, quedas, rasteiras, luta agarrada, combate no chão e golpes de submissão. Grapling é uma expressão utilizada para generalizar qualquer estilo de luta agarrada, seja em pé ou no chão. É a arte de controlar o corpo do oponente. Pode ser aplicada em luta em pé (exemplificado no jogo de agarro, quedas e chaves de esportes e artes marciais como sumô, judô, aiquidô, luta olímpica e sambo) e luta de solo (exemplificado nas imobilizações de esportes como luta olímpica, Jiu-jítsu brasileiro e no-gi jiu-jitsu). Em Portugal, galhofa é um estilo tradicional de luta agarrada. 
A expressão em inglês:  wrestling também se refere a uma técnica de imobilização, ou uma manobra evasiva, a qual se dá por meio do domínio do oponente. É uma forma de combate muito utilizada em táticas policiais e esportes de contato, como a luta livre. A nomenclatura em língua inglesa prevalece em certos pontos da lusofonia em razão da falta de maiores conhecimentos linguísticos daqueles que praticam a modalidade e da imprensa esportiva, mais preocupada em fazer chegar as notícias aos espectadores de modo mais rápido.
O grappling, na maioria das vezes, não inclui golpes (strikes) nem o uso de armas. No entanto, alguns estilos de luta ou artes marciais conhecidos especialmente por suas técnicas de grappling ensinam táticas que incluem golpes e armas, seja paralelamente ao grappling ou combinados a ele.

## História
Técnicas de agarramento estão presentes nos sistemas de combate mais antigos. Na Mesopotâmia e no Antigo Egito, representações de lutadores em posições de grappling aparecem em tumbas e artefatos datados de cerca de 2000 a.C.
Na Grécia Antiga, o grappling foi formalizado no esporte chamado pále, parte fundamental do pentatlo olímpico, e também no desenvolvimento do pankration, uma arte marcial híbrida que combinava golpes e agarramentos. Os romanos adotaram e adaptaram essas técnicas às suas próprias formas de luta.
Na Índia, o kushti ou pehlwani (luta tradicional) tem origem milenar. No Leste Asiático, surgiram estilos como o shuai jiao, o jujutsu e, mais tarde, o judô (desenvolvido na década de 1880), que enfatizam alavancas, projeções e finalizações.
Durante a Idade Média, o grappling fazia parte do combate entre cavaleiros europeus, sendo descrito em manuais de artes marciais históricas europeias. Era empregado tanto em lutas com armadura quanto sem.
Com o tempo, o grappling evoluiu para esportes competitivos como a luta livre olímpica, a luta greco-romana e o jiu-jitsu brasileiro. Atualmente, o grappling é uma habilidade central no MMA e no treinamento de forças de segurança. 

## Tipos de técnicas

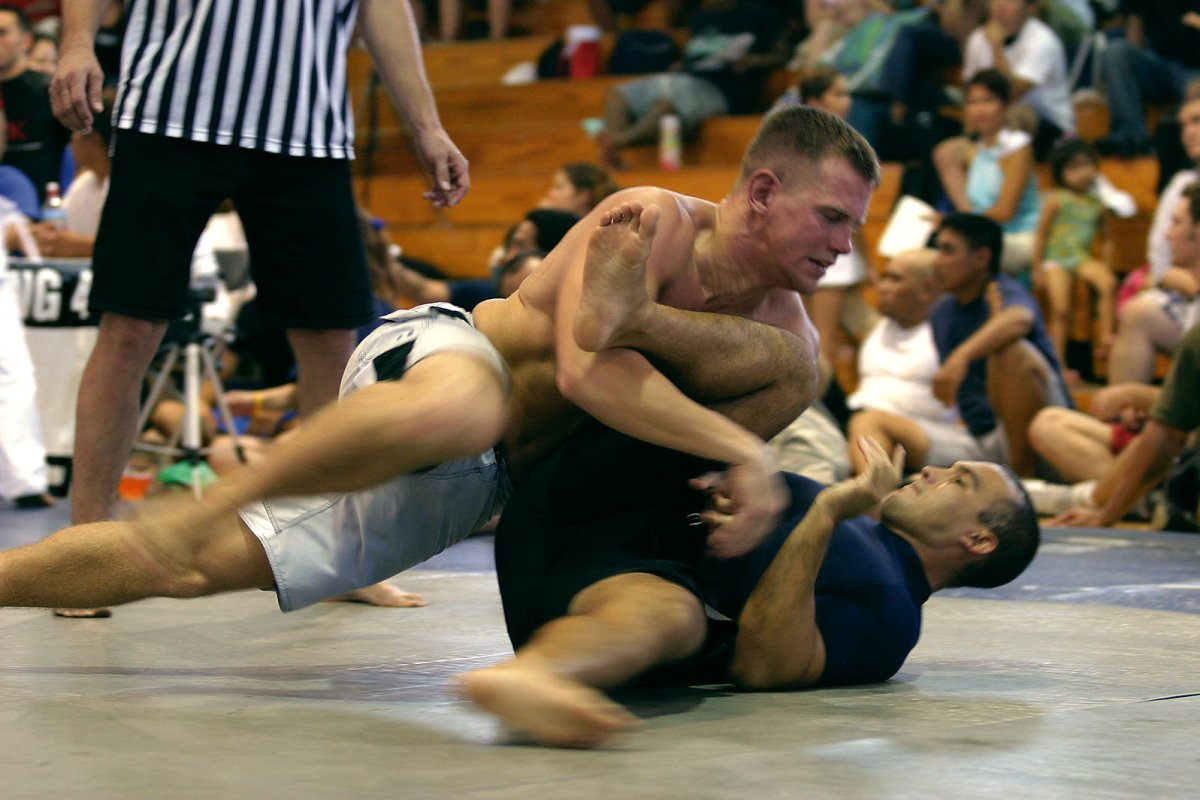
Campeonato estadual de grappling no Havaí, agosto de 2004.

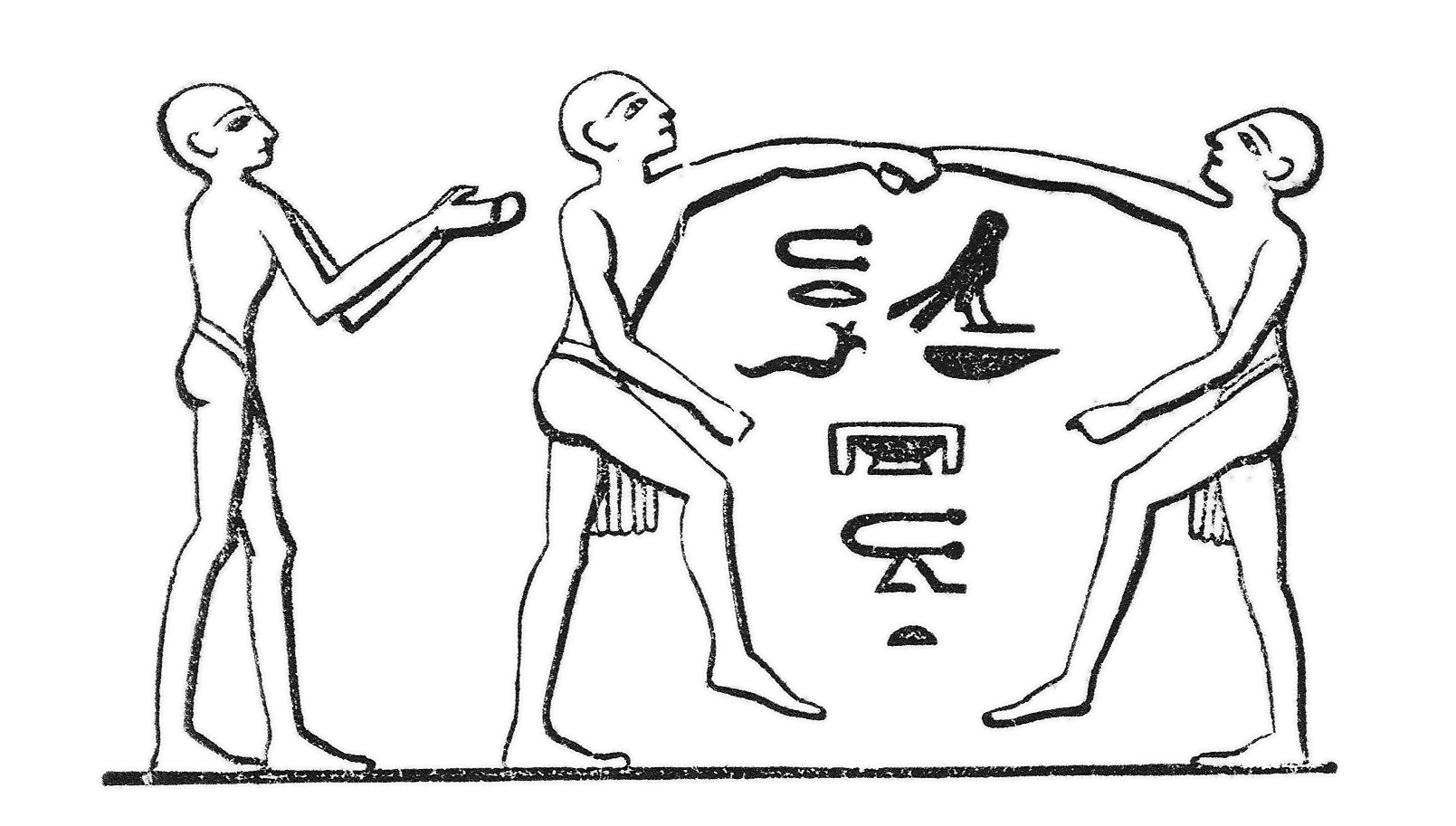
Luta do Antigo Egito

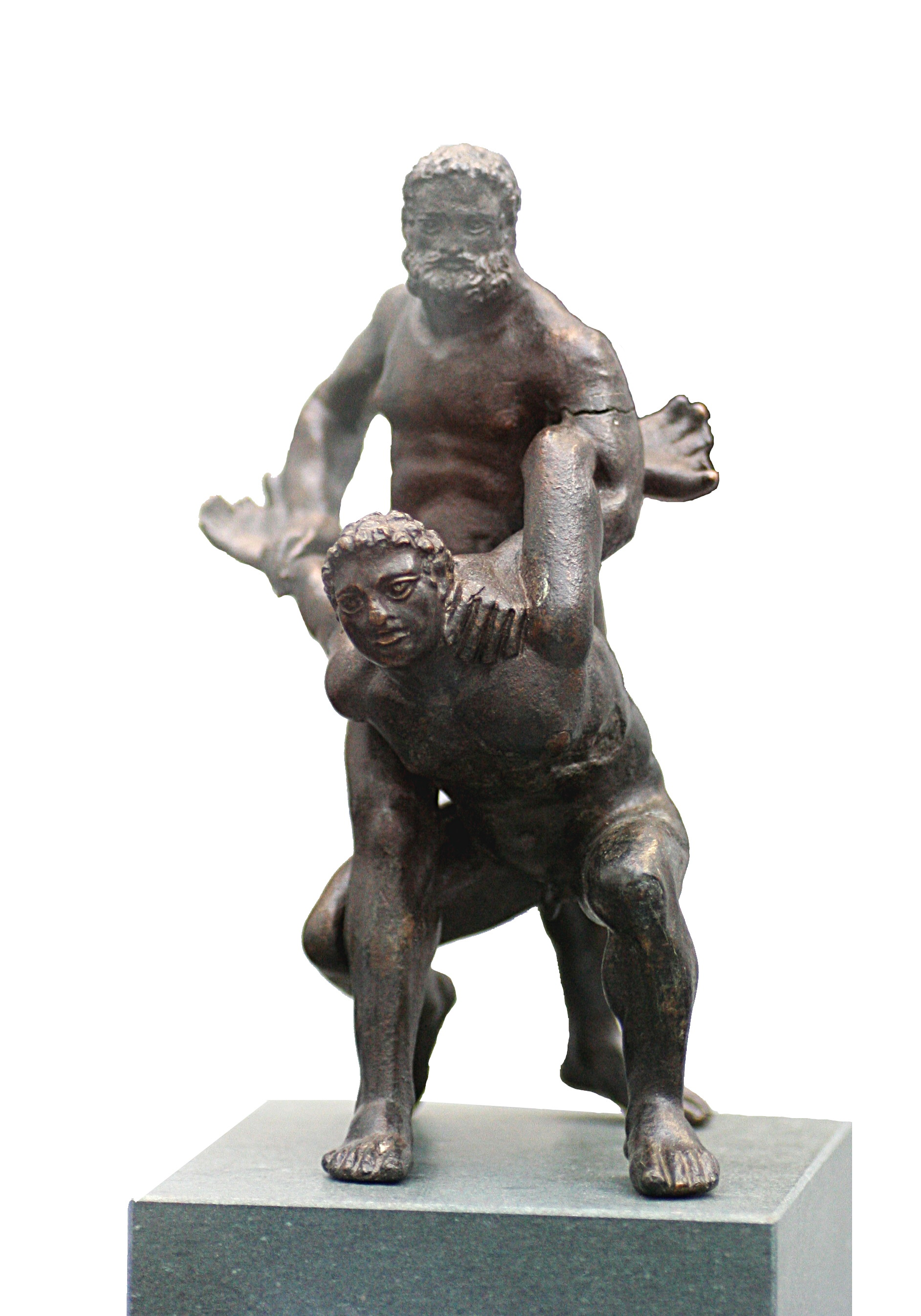
Estátua grega de bronze do século II a.C. retratando o pankration. O lutador em pé aplica uma chave de braço, técnica comum no grappling. Do Staatliche Antikensammlungen de Munique.

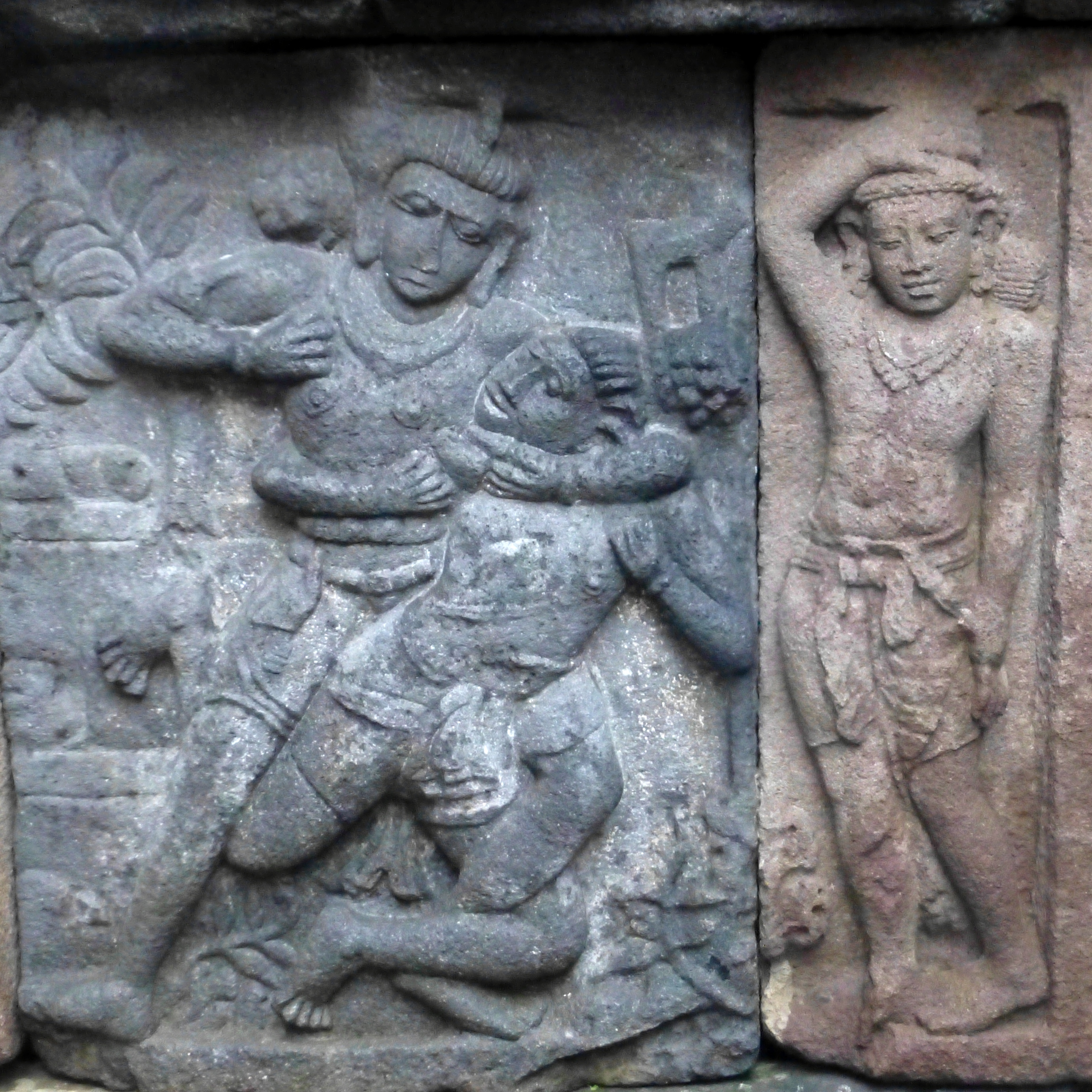
Baixo-relevo mostrando técnicas de grappling e imobilização no templo de Prambanan (século IX), na Indonésia.

As técnicas de grappling podem ser amplamente subdivididas em clinch; quedas e projeções; finalizações e técnicas de imobilização ou controle; além de raspagens, reversões, viradas e escapadas:
- Clinch: ou trabalho de clinch, ocorre com ambos os competidores em pé utilizando diferentes tipos de pegadas ou abraços aplicados à parte superior do corpo do oponente. O clinch é geralmente usado para preparar ou defender quedas e projeções.
- Quedas: São técnicas usadas para levar o adversário da posição em pé ao solo, com o objetivo de terminar em uma posição dominante.
- Projeções: Envolvem levantar ou desequilibrar o oponente e lançá-lo com força ao chão ou pelo ar. O propósito das projeções varia conforme a modalidade, podendo visar incapacitar o oponente, manter o projetador em pé ou obter uma posição de controle ou queda pontuada.
- Sprawl: É uma técnica defensiva geralmente usada quando o oponente tenta aplicar uma queda. Consiste em projetar as pernas rapidamente para trás e para os lados em um único movimento. Se executado corretamente, o praticante cairá sobre as costas do oponente, ganhando o controle da posição.
- Finalizações: Existem, em geral, dois tipos de técnicas de finalização: as que podem estrangular ou sufocar o oponente (estrangulamento), e as que podem causar lesões em articulações ou outras partes do corpo (chave de articulação). No grappling esportivo, espera-se que o competidor se renda, verbalmente ou dando tapas no adversário ou no tatame, ao ser pego em uma finalização da qual não consiga escapar. Quem se recusa a "bater" corre o risco de perder a consciência ou sofrer lesões graves.
- Técnicas de controle: Uma imobilização (pin) envolve manter o oponente de costas no chão, de forma que ele não consiga atacar. Em alguns estilos, essa posição resulta em vitória imediata; em outros, é considerada uma posição dominante que vale pontos. Outras técnicas de controle mantêm o oponente de bruços ou em posição de quatro apoios, dificultando sua movimentação ou contra-ataque. Tais técnicas também podem servir de preparação para uma finalização.
- Escapes: De modo geral, um escape é realizado ao sair de uma posição perigosa ou inferior. Por exemplo, quando um praticante que está sob controle lateral consegue retornar à guarda ou ficar de pé em posição neutra; ou quando escapa de uma tentativa de finalização voltando a uma posição segura.
- 'Viradas (turnovers): Técnicas usadas para virar um oponente que está de bruços ou em quatro apoios, colocando-o de costas no chão para marcar pontos, buscar uma imobilização ou obter uma posição dominante.
- 'Reversões ou raspagens (sweeps): Ocorrem quando o praticante que estava por baixo no solo consegue inverter a posição e assumir o controle por cima do adversário.

## Utilização
O grau em que o grappling é utilizado nos diferentes sistemas de combate varia. Alguns sistemas, como wrestling amador, pehlwani, judô e jiu-jítsu brasileiro são artes exclusivamente de grappling e não permitem golpes. Outras artes de grappling permitem formas limitadas de golpeamento, por exemplo, no sumô e no jiu-jítsu de combate, é possível golpear com as mãos abertas (tapas). Muitos esportes de combate, como o shooto e as competições de artes marciais mistas, utilizam extensivamente tanto o grappling quanto o golpeamento como parte do esporte.
O grappling não é permitido em algumas artes marciais e esportes de combate, geralmente para focar em outros aspectos do combate como soco, chute ou armas brancas. Mesmo assim, os oponentes ocasionalmente se envolvem em grappling quando estão fatigados ou com dor; quando isso acontece, o árbitro intervém e reinicia o combate, às vezes dando uma advertência a um ou ambos os lutadores. Exemplos incluem boxe, kickboxing, taekwondo, caratê e esgrima. Embora o grappling prolongado no muay thai resulte em separação dos competidores, a arte utiliza extensivamente o clinch conhecido como double collar tie.
As técnicas de grappling e suas defesas também são consideradas importantes em autodefesa e na aplicação da lei. As técnicas mais comuns ensinadas para defesa pessoal são escapadas de chaves e a aplicação de técnicas de compliance por dor.
O grappling pode ser treinado para defesa pessoal, esportes ou competições de MMA. 

## Grappling em pé

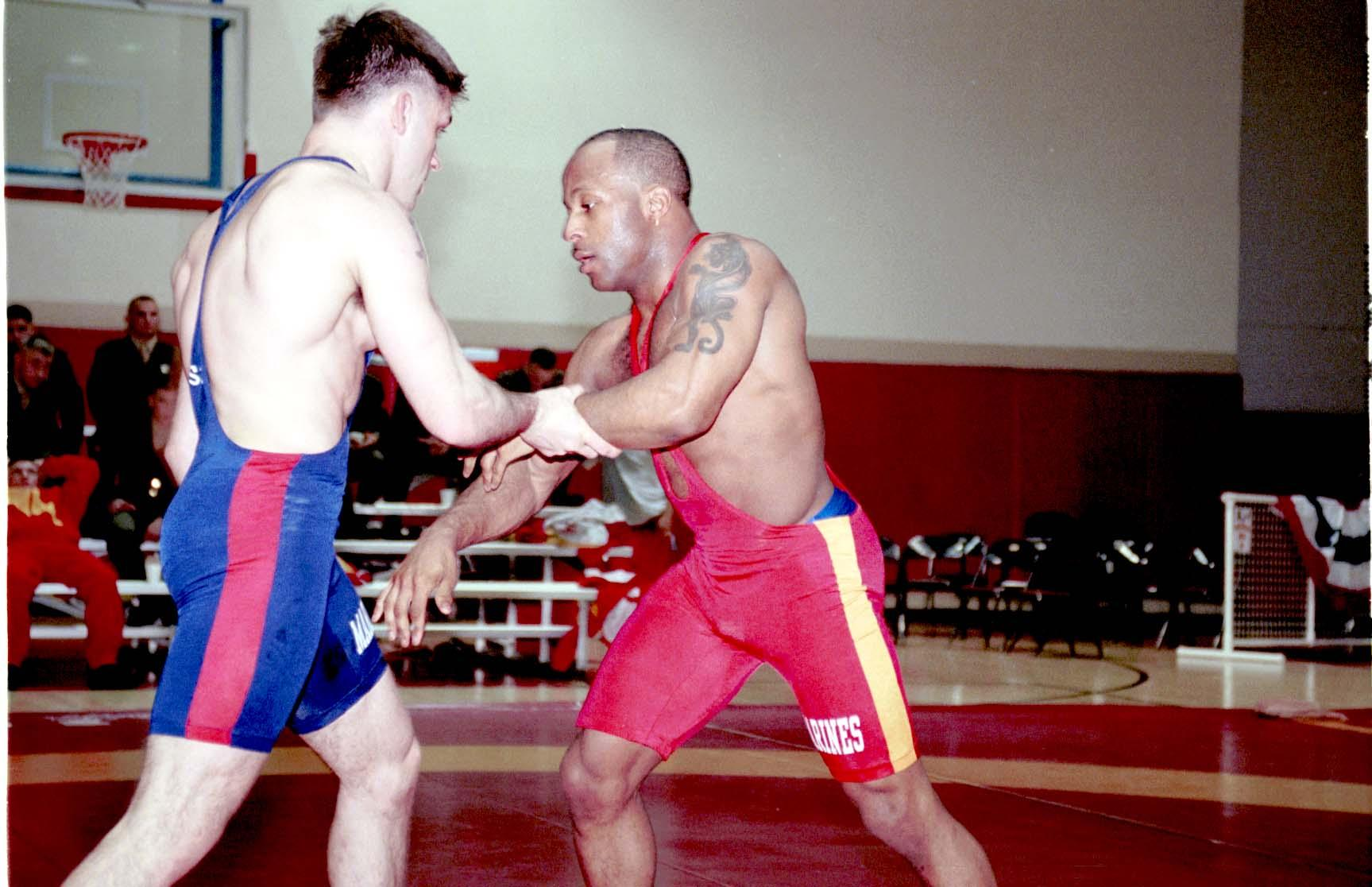
Dois lutadores em combate.

Grappling em pé é, possivelmente, uma parte essencial de todas as artes de grappling e de clinch, considerando que dois combatentes geralmente iniciam o combate a partir da posição em pé. O objetivo do grappling em pé varia conforme a arte marcial ou o esporte de combate em questão. O grappling defensivo em pé envolve técnicas de controle por dor e escapes de possíveis chaves de grappling aplicadas pelo oponente, enquanto as técnicas ofensivas incluem chaves de submissão, armadilhas, quedas e projeções, todas podendo ser usadas para causar dano sério ou levar a luta ao solo.
O grappling em pé também pode ser usado de forma simultaneamente ofensiva e defensiva junto com golpes, seja para prender os braços do oponente durante o ataque, impedir que ele obtenha a distância necessária para golpear com eficácia, ou aproximá-lo para aplicar, por exemplo, joelhadas.
Nos esportes de combate, o grappling em pé geralmente gira em torno de quedas e projeções bem-sucedidas. O grappling é parte fundamental do glima de combate e do glima esportivo do tipo Løse-tak, onde a luta continua no chão se ambos os combatentes caírem. Em outras modalidades como as artes marciais mistas (MMA), o combate também pode continuar no solo. 

## Grappling no solo

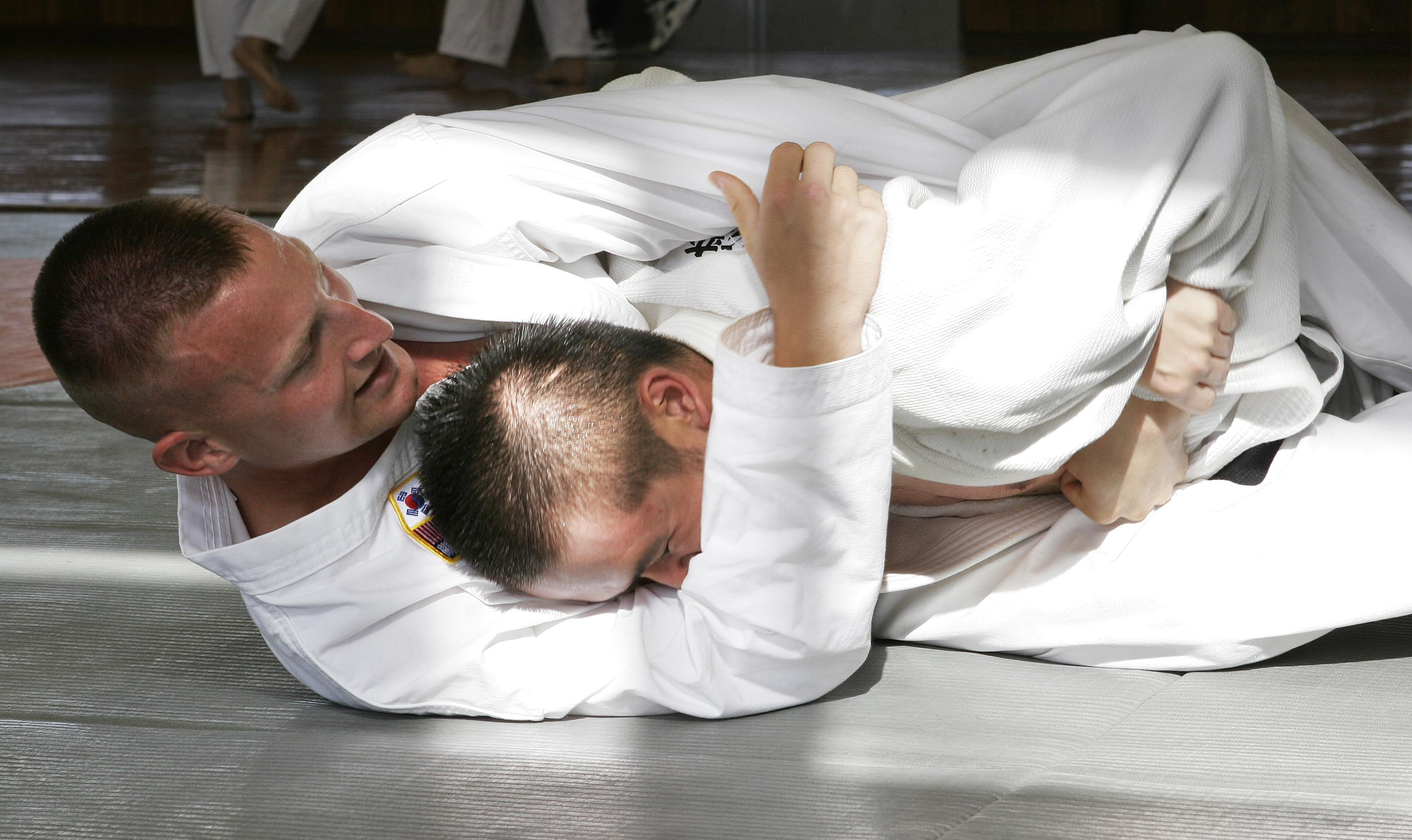
No judô, o objetivo das técnicas de solo (ne-waza) é obter uma finalização por estrangulamento, chave de articulação ou imobilização do oponente.

Grappling no solo refere-se a todas as técnicas de grappling aplicadas quando os lutadores já não estão mais em pé. Uma grande parte das artes marciais e dos esportes de combate que incluem grappling no solo concentra-se no posicionamento e na obtenção de uma posição dominante. Uma posição dominante (geralmente por cima) oferece ao praticante uma variedade de opções, incluindo: tentar escapar levantando-se, aplicar uma imobilização para controlar e cansar o oponente, executar uma finalização ou aplicar golpes.
O praticante que está por baixo, por outro lado, procura escapar da situação e melhorar sua posição, normalmente utilizando uma raspagem ou reversão. Em algumas disciplinas, especialmente aquelas que fazem uso da guarda, o lutador por baixo também pode encerrar o combate aplicando uma finalização a partir dessa posição. Algumas pessoas se sentem mais confiantes lutando por baixo, devido à variedade de finalizações possíveis quando se mantém o oponente na guarda fechada.

## Tipos de grappling

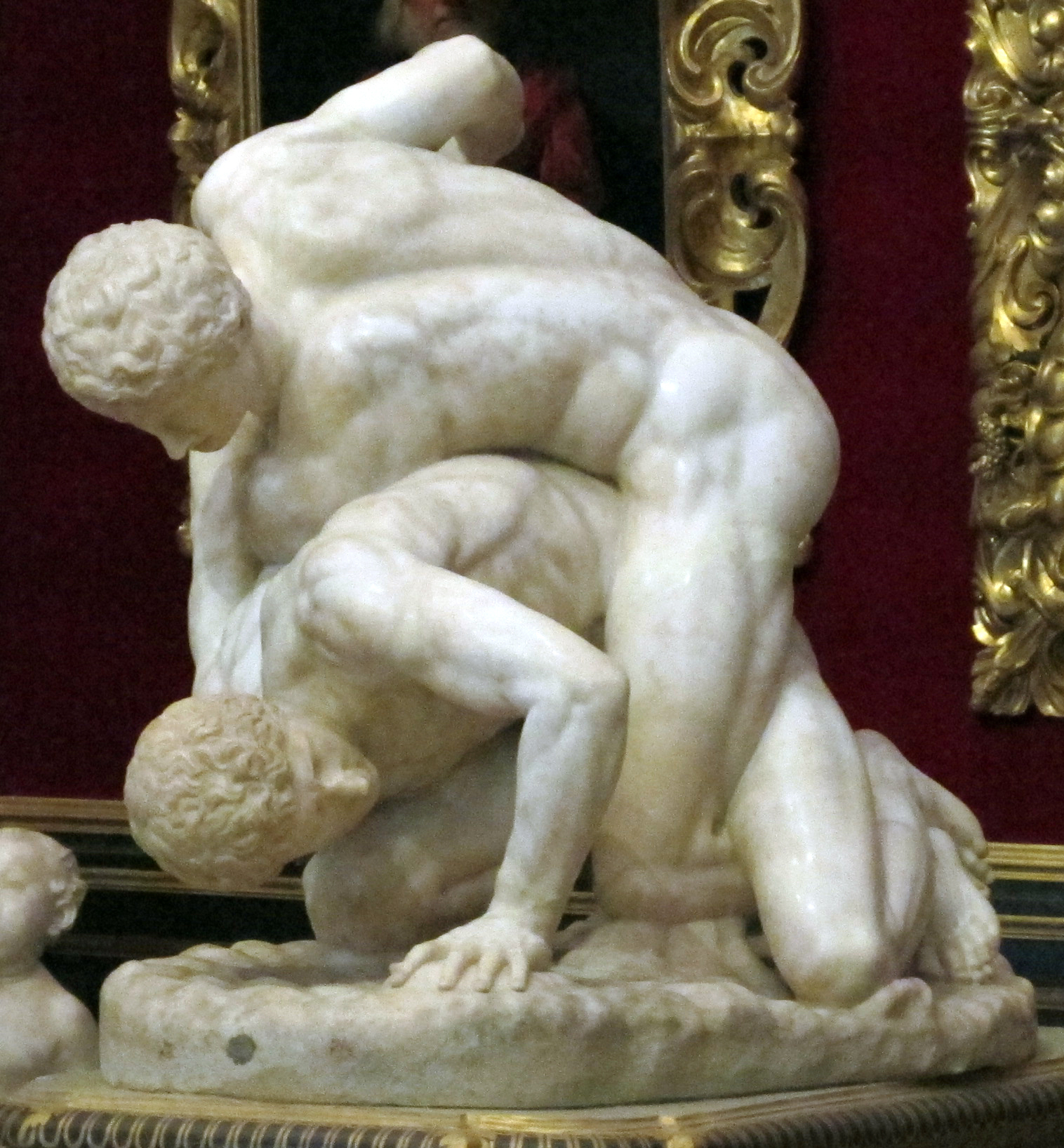
Estátua romana retratando grapplers.

Existem diversos estilos regionais de grappling ao redor do mundo, praticados dentro de áreas geográficas ou países específicos. Várias artes marciais e disciplinas de combate utilizam técnicas de grappling, como o judô, o jiu-jitsu brasileiro, a luta da Cornualha, o catch wrestling, o shoot wrestling, o submission grappling, o sambo, o hapkido, além de diversos tipos de luta olímpica, incluindo a luta livre olímpica e a luta greco-romana, que alcançaram popularidade mundial. O judô, a luta livre e a luta greco-romana são esportes olímpicos, enquanto o grappling, o jiu-jitsu brasileiro e o sambo possuem campeonatos mundiais próprios. Outros sistemas de combate com ênfase em grappling incluem o sumô, o shuai jiao, o malla-yuddha e o aikido.
Nessas artes, o objetivo pode ser derrubar e imobilizar o oponente, ou aplicar uma finalização por estrangulamento ou chave de articulação que leve o adversário a se render — seja verbalmente, seja por batidas — sob risco de desmaio ou lesão.
Há duas formas principais de vestimenta no grappling, que influenciam o ritmo e o estilo da luta: com jaqueta (gi ou *kurtka*) e sem jaqueta (no-gi). O grappling com jaqueta utiliza pegadas na roupa para controlar o corpo do adversário, enquanto o estilo *no-gi* depende exclusivamente do controle corporal por meio de pegadas naturais no tronco e na cabeça. O uso de jaqueta é obrigatório em competições de judô, sambo e na maioria dos torneios de jiu-jitsu brasileiro, além de estar presente em diversos estilos tradicionais de luta ao redor do mundo. Por outro lado, a jaqueta não é usada em muitas formas de luta, como a luta olímpica livre, a luta greco-romana e o grappling esportivo.
Técnicas de grappling também são usadas em artes marciais mistas junto com técnicas de ataque. Os golpes podem ser usados para preparar técnicas de grappling, assim como o grappling pode ser usado para criar oportunidades para golpes.

### ADCC
O ADCC Submission Fighting World Championship é o torneio mais prestigiado de submission grappling no mundo, realizado a cada dois anos.

### Mundiais
O Campeonato Mundial de Jiu-Jitsu, comumente chamado de Mundials (termo em português para “mundiais”), é o torneio mais importante de grappling com kimono (incluindo quedas, controle e finalizações). O evento também possui uma divisão sem kimono (no-gi), porém essa categoria não é tão prestigiada quanto o ADCC no que diz respeito à competição sem kimono.

### United World Wrestling
A United World Wrestling (UWW) é a entidade internacional que rege o esporte da luta olímpica. Ela supervisiona competições internacionais para várias formas de luta, incluindo o grappling para homens e mulheres. O principal evento de grappling da UWW é o Campeonato Mundial de Grappling. Veja também FILA grappling.

### NAGA
A North American Grappling Association (NAGA) é uma organização fundada em 1995 que promove torneios de submission grappling e jiu-jitsu brasileiro pela América do Norte e Europa. A NAGA é a maior associação de submission grappling do mundo, com mais de 175 mil participantes globais, incluindo alguns dos maiores nomes do submission grappling e do MMA. Os torneios da NAGA contam com divisões com kimono (gi) e sem kimono (no-gi). Os competidores no-gi lutam sob regras específicas da NAGA, enquanto os competidores com kimono seguem regras padronizadas do jiu-jitsu brasileiro. Alguns campeões notáveis são Frank Mir, Joe Fiorentino, Jon Jones, Khabib Nurmagomedov, Anthony Porcelli e Antonio Bustorff.